# Miletus polydetus
Miletus polydetus är en fjärilsart som beskrevs av Carl von Linné. Miletus polydetus ingår i släktet Miletus och familjen juvelvingar. Inga underarter finns listade i Catalogue of Life.